# 関ヶ原インターチェンジ

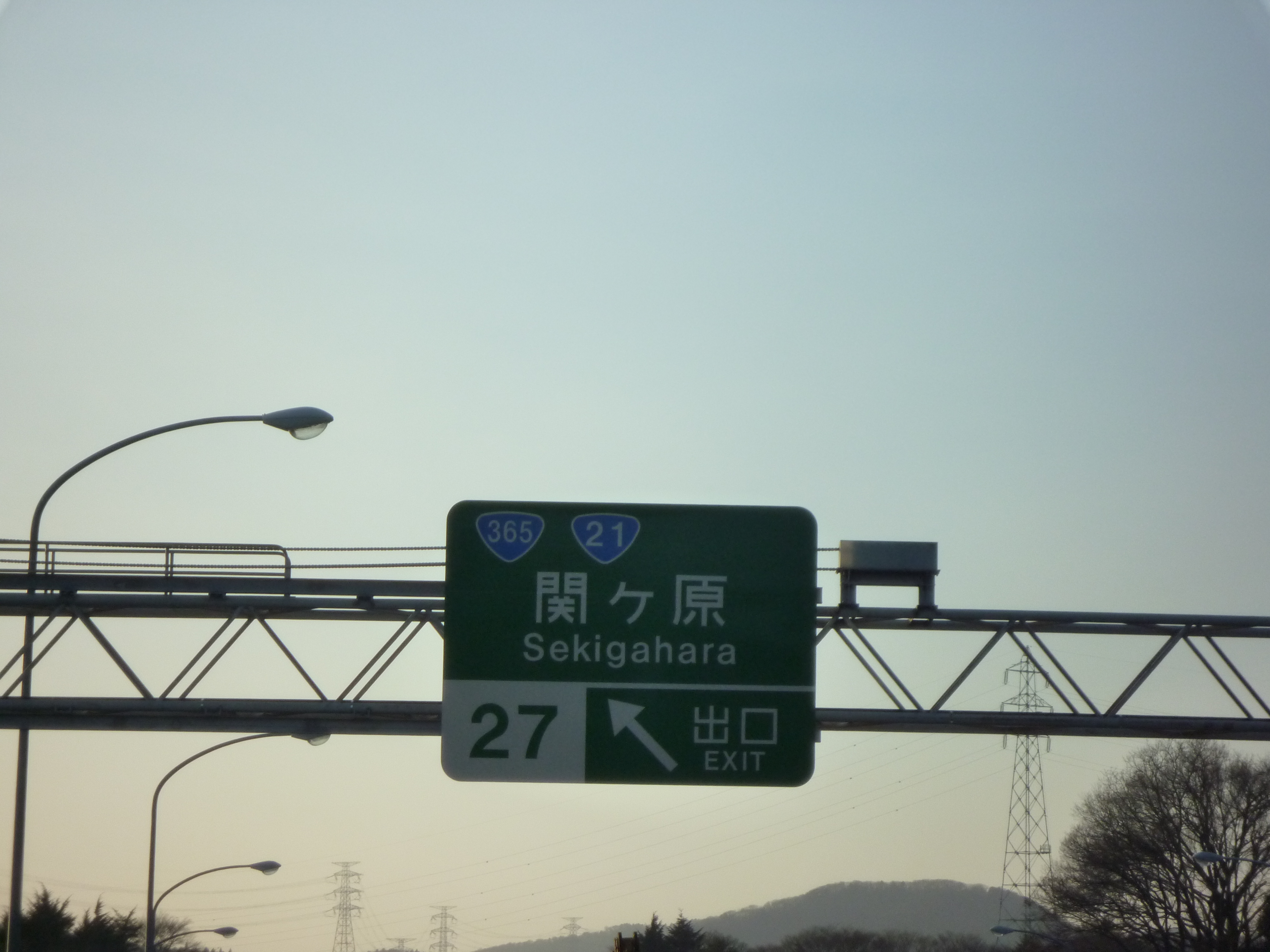
出口標識

関ヶ原インターチェンジ（せきがはらインターチェンジ）は、岐阜県不破郡関ケ原町関ケ原にある名神高速道路のインターチェンジである。

## 歴史
- 1964年（昭和39年）
  - 4月12日 - 名神高速道路の当IC - 栗東IC間の開通に伴い[2]、供用開始[1]。
  - 9月6日 - 一宮IC - 当IC間が開通[2]。

## 道路
- E1 名神高速道路（27番）

## 接続する道路
- 国道21号
- 国道365号[1]

## 料金所
- レーン数：5

### 入口
- レーン数：2
  - ETC専用：1
  - ETC・一般：1

### 出口
- レーン数：3
  - ETC専用：2
  - 一般：1

## 周辺
- 関ヶ原古戦場
- 岐阜関ケ原古戦場記念館[3]
- 伊吹山ドライブウェイ
- 南宮大社

## 関ヶ原バスストップ
関ヶ原バスストップ（せきがはらバスストップ）は、岐阜県不破郡関ケ原町にある、名神高速道路関ヶ原インターチェンジに出入口の間に挟まれた場所にあるバス停留所。バス事業者では名神関ヶ原（めいしんせきがはら）の名称を用いている。
料金所の内側（高速バス用）と外側（路線バス用）の2箇所に存在するが、現在はこのバス停に停車するバスは存在しない。バス停関連の設備は現在では撤去されている。

## 隣
E1 名神高速道路
(26)大垣IC - (26-1)養老JCT - (26-2)養老SA/スマートIC - (27)関ヶ原IC - 伊吹PA - (27-1)米原JCT - (28)彦根IC